# Cashwoman
Cashwoman è un singolo del rapper italiano Emis Killa, pubblicato il 6 gennaio 2012 come primo estratto dal primo album in studio L'erba cattiva.

## Descrizione
Il testo del brano è stato scritto da Emis Killa insieme a Matteo Zanotto, e musicato e prodotto da Big Fish e Marco Zangirolami.
È stato pubblicato anche un video musicale per la promozione del brano che in quattro mesi ha raggiunto più di 3 milioni di visualizzazioni su YouTube.

## Classifiche
| Classifica (2012) | Posizione massima |
| ----------------- | ----------------- |
| Italia            | 38                |